# 山神社 (宇都宮市)
山神社（やまじんじゃ）は、栃木県宇都宮市下岡本町に鎮座する神社。

## 祭神
大山津見命を祀る。

## 歴史
由緒不詳。社伝によると、もと河内郡古里村大字下ヶ橋（現在の宇都宮市下ケ橋（さげばし）町）に山神と称して鎮座していたという。大正時代末期（20世紀初め）に現下岡本町の有志が新たに神社を設立しようとしたところ、設立許可が出なかったために昭和4年（1929年）にその山神を譲り受ける形で遷座して創祀した。昭和7年（1932年）に社殿が新築され、同27年（1952年）には宗教法人に登記された。平成5年（1993年）には拝殿、鳥居、手水舎、参道の修繕を行っている。境内は430坪。

## 祭祀
例祭は10月15日。4月15日に祈年祭を行う。

## 瑣事
平成22年（2010年）2月22日の夜に防犯パトロールで当神社を巡回中の地元自治会員が現金3万円とそれに添えられた匿名での「約10年前にさい銭箱から1万円盗んで申し訳ありません」、「1万円を（賽銭箱に）入れた方はどんな願いをこめて入れたのだろう」、「神様のお金を盗むことは言語道断であります」等と綴られた、所謂賽銭泥棒からと思われる手紙が発見され、その事が各種報道機関によって取り上げられて日本全国的に当代の美談として喧伝された。なお、返納された現金は社会福祉協議会に全額寄付されたという。

## 交通
- 東北本線岡本駅より500メートル。